# 2017 у християнстві

## Річниці
- 500 років Реформації.

## Події
- 9 липня — храм Непорочного Зачаття Пречистої Діви Марії в Буцневі на Тернопільщині отримав особливий привілей — віднині він є відпустовим місцем на наступні 7 років[1].
- 15—16 липня — Національна проща до Зарваниці[2].

## Померли
- 29 січня — Станіслав Падевський, 84, єпископ-емерит Харківсько-Запорізької дієцезії Римо-католицької церкви.
- 17 лютого — Томислав Іванчич, 78, католицький священик, доктор богослов'я, декан, професор Загребського університету, засновник агіотерапії.
- 20 лютого — Кирило (Павлов), 97, архімандрит Православної російської церкви.
- 22 березня — Нифонт (Солодуха), 68, архієрей Української православної церкви (Московського Патріархату).
- 20 травня — Михаїл (Микицей), 82, єпископ Буенос-Айреської єпархії Покрови Пресвятої Богородиці Української греко-католицької церкви (1999—2010).
- 31 травня — Любомир (Гузар), 84, Верховний архієпископ Києво-Галицький — предстоятель Української греко-католицької церкви (2005—2011).
- 5 липня — П'єр Анрі, 89, французький композитор.
- Йоахим Майснер, 83, німецький богослов, архієпископ і кардинал.
- 5 серпня — Діоніджі Теттаманці, 83, італійський кардинал.
- 23 вересня — Іриней (Семко), 54, архієрей Української православної церкви Московського патріархату, архієпископ Ніжинський і Прилуцький.
- 7 жовтня —
  - Петро Влодек, 93, священнослужитель Української православної церкви, митрофорний протоієрей, професор богослов'я, перший ректор відродженої Київської духовної семінарії.
  - Вацлав Сьвєжавський, 90, польський римо-католицький єпископ Сандомирської дієцезії Римо-католицької церкви.